# 紹斯特卡河

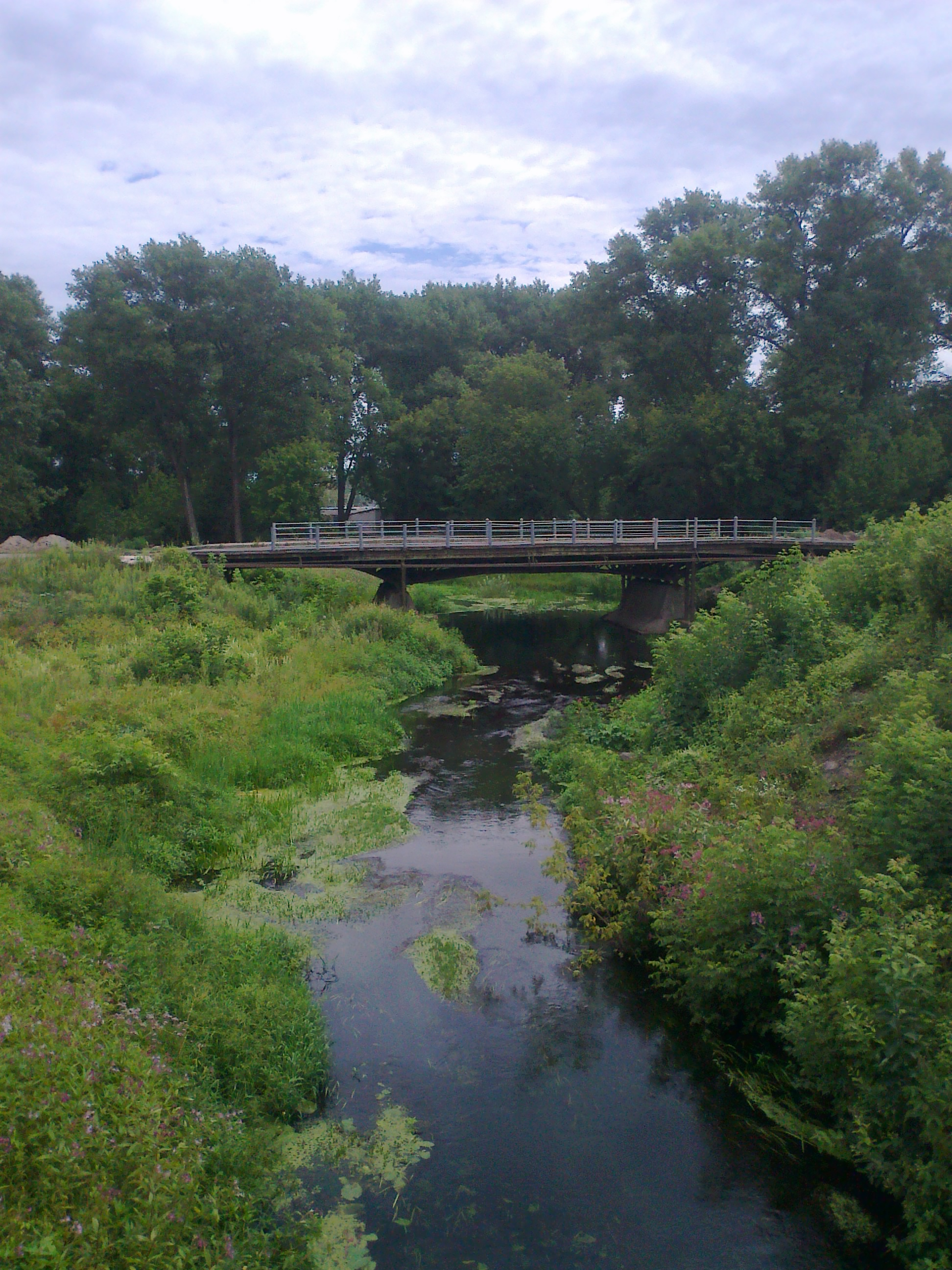
紹斯特卡河

紹斯特卡河（烏克蘭語：Шостка），是烏克蘭東北部蘇梅州的河流，屬於傑斯納河的支流，發源自霍里莱西北面，河道全長56公里，流域面積412平方公里。